# Alchemilla melanoscytos
Alchemilla melanoscytos är en rosväxtart som beskrevs av S. Fröhner. Alchemilla melanoscytos ingår i släktet daggkåpor, och familjen rosväxter. Inga underarter finns listade i Catalogue of Life.